# 쇠솔새
쇠솔새(arctic warbler)는 위쪽은 올리브색이고 배쪽은 노란빛의 연녹색인 몸길이 약 13cm의 새이다. 솔새과에 속하며 학명은 Phylloscopus borealis이다.

## 모습
겨울깃은 암컷과 수컷 모두 이마에서 위꼬리덮깃까지는 어두운 올리브색이며, 눈썹선은 황백색이고, 귀깃은 올리브색과 엷은 황색이 섞여 있다. 턱밑, 가슴의 중앙, 배, 아래꼬리덮깃은 엷은 황색이고, 가슴 옆과 옆구리는 잿빛을 띤 올리브색이다. 이른 봄에 완전히 털갈이하여 여름깃으로 바뀌지만, 깃의 색은 겨울깃과 같다. 윗부리는 어두운 갈색이며, 아랫부리는 황갈색이다. 다리는 노란색을 띤 연한 갈색이다.

## 생태
활엽수림이나 침엽수림에 서식하며, 주로 나무 위에서 생활한다. 곤충이나 식물의 열매와 같은 먹이를 찾기 위해 땅 위에 내려오는 경우는 거의 없다.
둥지는 아고산대의 침엽수림 속의 벼랑 또는 높은 산의 키 작은 나무 숲 속 벼랑의 움푹 파인 곳 등에 이끼류를 주로 사용하여 둥근 모양으로 만들며, 출입은 옆으로 한다.
산란기는 6~8월이며, 암컷은 흰색 바탕에 붉은 반점이 있는 알을 한 회당 4~6개 낳는다. 번식기에는 암수가 함께 생활하며, 이동 시기에는 무리를 형성하는 경우가 많다.
러시아와 일본 등지에서 번식하며, 동남아시아에서 월동한다. 한국에서는 봄가을에 볼 수 있다.

## 갤러리
- 쇠솔새의 알
- 한국에서의 모습(이동중)

1. 1 2  “쇠솔새”. 2025년 3월 22일에 확인함.
2. 1 2  “국가생물종지식정보시스템 > 야생조수류자원 > 조류도감 > 이름으로찾기 > 쇠솔새”. 《국가생물종지식정보시스템》. 국립수목원. 2025년 3월 22일에 확인함.